# Leptospermum glabrescens
Leptospermum glabrescens är en myrtenväxtart som beskrevs av Norman Arthur Wakefield. Leptospermum glabrescens ingår i släktet Leptospermum och familjen myrtenväxter. Inga underarter finns listade i Catalogue of Life.